# Edward Douglass White Senior
Edward Douglass White Senior (Contea di Maury, marzo 1795 – New Orleans, 18 aprile 1847) è stato un politico statunitense.

## Biografia
Ricopri la carica di 10º governatore dello stato della Louisiana  e di rappresentante nella camera degli Stati Uniti. Nato nella contea di Maury nello stato del Tennessee era il figlio illegittimo di James White.
Nel 1815, si è laureato all'Università di Nashville, venne nominato giudice associato (della corte di New Orleans) dal governatore  Henry S. Johnson nel 1825. Sposatosi con Catherine Ringgold ebbe un figlio, Edward Douglass White